# چیزدریم
چیزدریم یک مدل باز از ساندویچ پنیر است که از نان، پنیر پرورده، کره و دیگر مواد درست می‌شود. چیزدریم را می‌توان در ماهیتابه سرخ کرد یا درون تنور گذاشت. مواد اضافی که بر روی این ساندویچ می‌ریزند عبارت‌اند از: بیکن، گوجه‌فرنگی، آناناس و تخم‌مرغ.

## همچنین بنگرید به
- پنیر روی تست، یک ساندویچ باز پرطرفدار در بریتانیا
- ساندویچ پنیر، یک ساندویچ بسته با پنیر مذاب
- ساندویچ مونته کریستو